# Universitatea McGill
Universitatea McGill este una dintre cele mai vechi universități din Canada, fiind înființată în 1821. Chiar dacă campusul principal se află în orașul francofon Montréal, Québec, cursurile se desfășoară în limba engleză.
Universitatea cuprinde 11 facultăți cu 11 secții (școli) de studii avansate:
- Facultatea de Științe Agricole și Științe ale Mediului (Faculty of Agricultural and Environmental Sciences)
- Facultatea de Arte (Faculty of Arts)
- Facultatea de Medicină Dentară (Faculty of Dentistry)
- Facultatea de Pedagogie (Faculty of Education)
- Facultatea de Inginerie (Faculty of Engineering)
- Facultatea de Drept (Faculty of Law)
- Facultatea de Management „Desautels” (Desautels Faculty of Management)
- Facultatea de Medicină (Faculty of Medicine)
- Școala de Muzică „Schulich” (Schulich School of Music)
- Facultatea de Stiinte (Faculty of Science)
- Facultatea de Teologie (Faculty of Religious Studies)

Acordă diplome în peste 300 domenii de studiu. Găzduiește peste 40.000 de studenți, inclusiv 24% de studenți străini. Printre foștii studenți se numără 12 laureați ai Premiului Nobel și 140 laureați ai Bursei Rhodes, numărul record pentru Canada, precum și trei prim-miniștrii Canadei. 